# Trílofon (Thessalonique)
Trílofon (grec moderne : Τρίλοφον) est une localité située dans le dème de Thérmi, dans le district régional de Thessalonique, dans la periphérie de Macédoine-Centrale, en Grèce.
Selon le recensement de 2011, elle compte 7 227 habitants.